# Bengt Eliasson
Bengt Olof Eliasson, född 7 augusti 1961 i Falkenbergs församling, Hallands län, är en svensk politiker (liberal), som var ordinarie riksdagsledamot 2014–2022, invald för Hallands läns valkrets. Han ställde inte upp för omval 2022.
I riksdagen var han ledamot i kulturutskottet 2014–2018, i konstitutionsutskottet 2018–2019, i socialförsäkringsutskottet 2019–2022 och i Riksrevisionens parlamentariska råd 2018–2019. Han var också suppleant i bland annat civilutskottet, EU-nämnden, konstitutionsutskottet, kulturutskottet, socialförsäkringsutskottet och Nordiska rådets svenska delegation.